# Pongrácz Károly
Pongrácz Károly (Szotinafalva, 1872. augusztus 31. - Cabajcsápor, 1930. szeptember 27.) festőművész, zongoraművész.

## Élete
Szülei Pongrácz Kálmán (1844-1917) királyi tanácsos és Zmertych Hedvig Mária (1847-1911).
Nyitrán töltötte gyermekkorát, ahol édesapja közjegyző volt. A Nyitrai Piarista Gimnáziumban tanult, majd budapesti Műszaki Egyetemen tanult tovább. Münchenban tanult festészetet a művészeti akadémián. Megismerkedett Olgyay Ferenccel, akinek köszönhetően Szolnokra került és a szolnoki művésztelep egyik alapító tagja lett. A nagybányai festőiskolában is dolgozott.
Az 1896-os millenniumi ünnepségekre Magyarország főbb folyóinak részleteit, torkolatait festették meg vele. 1898-ban Párizsban és Rómában volt tanulmányúton. 10 évet Turócszentpéteren töltött. A csehszlovák államfordulat után a Zoborra költözött. A gazdasági helyzet azonban vagyona elvesztését okozta.
A nyitrai temetőben nyugszik.

## Művei
Művei többek között a Magyar Nemzeti Galériában, a Szlovák Nemzeti Galériában és a Nyitrai Galériában találhatók.
- Árva vára
- Téli Zobor
- Tiszai hajók
- Zobori szőlők
- Nyitra folyó
- Vaskapu
- Cigarettázó nő